# Lithocarpus gymnocarpus
Lithocarpus gymnocarpus A.Camus – gatunek roślin z rodziny bukowatych (Fagaceae Dumort.). Występuje naturalnie w północno-wschodniej części Wietnamu oraz południowych Chinach (w południowo-zachodnim Guangdongu, południowo-wschodniej części Junnanu i południowo-zachodnim Kuangsi). 

## Morfologia
PokrójZimozielone drzewo dorastające do 10–15 m wysokości.
LiścieBlaszka liściowa ma eliptyczny lub eliptycznie odwrotnie jajowaty kształt. Mierzy 11–13 cm długości oraz 3–5 cm szerokości, jest całobrzega, ma klinową lub zbiegającą po ogonku nasadę i spiczasty wierzchołek. Ogonek liściowy jest nagi i ma 15 mm długości.
OwoceOrzechy o kulistawym kształcie, dorastają do 20–25 mm długości i 45 mm średnicy. Osadzone są pojedynczo w miseczkach w kształcie kubka, które mierzą 30 mm średnicy. Orzechy otulone są w miseczkach do 25% ich długości.

## Biologia i ekologia
Rośnie w wiecznie zielonych lasach. Występuje na wysokości od 800 do 1000 m n.p.m. Owoce dojrzewają od sierpnia do października.